# Gora Aviatorov
Koordinaten: 70° 30′ S, 71° 46′ O
Gora Aviatorov (englische Transkription von russisch Гора Авиаторов Gora Awiatorow, deutsch ‚Fliegerberg‘) ist ein Felsvorsprung der Bain Crags an der Westseite der Insel Gillock Island im Amery-Schelfeis vor der Küste des ostantarktischen Mac-Robertson-Lands. 
Russische Wissenschaftler benannten ihn in Erinnerung an alle Antarktispiloten.